# UCI Oceania Tour 2018
L'UCI Oceania Tour 2018 és la catorzena edició de l'UCI Oceania Tour, un dels cinc circuits continentals de ciclisme de la Unió Ciclista Internacional. Està format per un parell de proves, organitzades del 17 de gener al 4 de febrer de 2018 a Oceania.

## Calendari de les proves

### Gener
| Data  | Cursa                     | País         | Cat. | Vencedor         | Equip             |
| ----- | ------------------------- | ------------ | ---- | ---------------- | ----------------- |
| 17-21 | New Zealand Cycle Classic | Nova Zelanda | 2.2  | Hayden McCormick | One Pro Cycling   |
| 27    | Gravel and Tar            | Nova Zelanda | 1.2  | Ethan Berends    | Mobius-BridgeLane |
| 31-4  | Herald Sun Tour           | Austràlia    | 2.1  | Esteban Chaves   | Mitchelton-Scott  |

### Març
| Data | Cursa                                        | Cat. | Vencedor      | Equip                          |
| ---- | -------------------------------------------- | ---- | ------------- | ------------------------------ |
| 23   | Campionat d'Oceania de contrarellotge sub-23 | CC   | Jake Marryatt | Equip nacional de Nova Zelanda |
| 23   | Campionat d'Oceania de contrarellotge        | CC   | Hamish Bond   | Equip nacional de Nova Zelanda |
| 25   | Campionat d'Oceania en ruta sub-23           | CC   | James Whelan  | Equip nacional d'Austràlia     |
| 25   | Campionat d'Oceania en ruta                  | CC   | Chris Harper  | Equip nacional d'Austràlia     |

## Classificacions
- Font:

| Pos. | Ciclista         | País         | Equip                       | Punts |
| ---- | ---------------- | ------------ | --------------------------- | ----- |
| 1    | Chris Harper     | Austràlia    | Bennelong-SwissWellness     | 365   |
| 2    | Steele Von Hoff  | Austràlia    | Bennelong-SwissWellness     | 260   |
| 3    | Hayden McCormick | Nova Zelanda | ONE Pro Cycling             | 248   |
| 4    | James Whelan     | Austràlia*   | Drapac Professional Cycling | 235   |
| 5    | Cameron Meyer    | Austràlia    | Mitchelton-Scott            | 224   |
| 6    | Cyrus Monk       | Austràlia*   | Drapac Professional Cycling | 223   |
| 7    | Jonathan Mould   | Regne Unit   | JLT Condor                  | 200   |
| 8    | Hamish Bond      | Nova Zelanda |                             | 160   |
| 9    | Jason Lea        | Austràlia*   | Bennelong-SwissWellness     | 158   |
| 10   | Clint Hendricks  | Sud-àfrica   |                             | 150   |

| Pos. | Equip                       | País            | Punts |
| ---- | --------------------------- | --------------- | ----- |
| 1    | Bennelong-SwissWellness     | Austràlia       | 1077  |
| 2    | Drapac Professional Cycling | Austràlia       | 611   |
| 3    | ONE Pro Cycling             | Regne Unit      | 389   |
| 4    | JLT Condor                  | Regne Unit      | 381   |
| 5    | Brisbane Continental        | Austràlia       | 270   |
| 6    | Mobius BridgeLane           | Austràlia       | 249   |
| 7    | Team Wiggins                | Regne Unit      | 158   |
| 8    | Aqua Blue Sport             | Irlanda         | 148   |
| 9    | Mitchelton-BikeExchange     | R.P. de la Xina | 104   |
| 10   | Madison Genesis             | Regne Unit      | 80    |

| Pos. | País         | Punts |
| ---- | ------------ | ----- |
| 1    | Austràlia    | 2.471 |
| 2    | Nova Zelanda | 1.419 |

| Pos. | País         | Punts   |
| ---- | ------------ | ------- |
| 1    | Austràlia    | 1.526,6 |
| 2    | Nova Zelanda | 270,0   |